# Los Altos Hills
Los Altos Hills je město v okresu Santa Clara County v Kalifornii. V roce 2017 zde žilo 8 580 obyvatel.
Město se objevilo v roce 2017 v americkém časopisu Forbes, který jej označil jako třetí nejdražší město v USA. Středně velký dům zde stojí 7 755 000 dolarů.
Město má zákaz komerčních zón, který byl podpořen Kalifornským odvolacím soudem v roce 1973. Nachází se zde pouze knihkupectví v areálu Foothill Collage a obchod se suvenýry. Ve městě není pošta.

## Geografie
Podle sčítání lidu Spojených států má město 8,8 čtverečních mil (23 km2).
Město tvoří skupina malých kopců. Ty udržují venkovský pocit, podobně jako u sousedních měst Woodside a Portola Valley. Je zde mnoho chráněných míst jako Rancho San Antonio a Westwind Barn.

## Demografie

### 2010
Sčítání lidu v roce 2010 v USA uvedlo, že v Los Altos Hills žije 7 922 obyvatel. Hustota zalidnění činila 900 na čtverečnou míli (347,5 obyv./km2). Rasové složení obyvatelstva bylo 5 417 (68,4%) bělochů, 37 (0,5%) Afroameričanů, 2 109 (26,6%) Asiatů. Hispánci a Latinos zaujímali 2,7% (213).
Dle sčtání lidu žilo 99,3% obyvatel v domácnostech a 0,7 % v neinstitucionalizovaných skupinách.
Bylo zde 2 829 domácností z toho 949 mělo dítě do 18 let.
1 811 lidí bylo mladší 18 let, 342 lidí ve věku 18 až 24 let, 1 083 lidí v rozmezí 25 až 44 let, 2 848 lidí ve věku 45 až 64 let, lidí starších než 64 let bylo 1 838.

### 2000
Při sčítání lidu roku 2000 zde bylo 7 902 lidí, 2 740 domácností a 2 339 rodin bydlelo ve městě. Hustota obyvatelstva byla 917,2 lidí na čtverečnou míli (353,9/km2). Rasové složení bylo 74,94% bělochů, 0,59% Afroameričanů, 21,10% Asiatů, 2,15% Hispánci a Latinos.
34,6 % domácností mělo děti do 18 let. 23,6 % populace bylo mladší 18 let, 4 % byla ve věku od 18 do 24 let, 19,6 % od 25 do 44 let, 35,8 % od 45 do 64 let a 17 % bylo starší 64 let.

## Politika a vláda
Město Los Altos Hills má pětičlennou volenou městskou radu. Několik výborů dobrovolníků, podřízených městské radě, řídí oblasti, jako jsou veřejné prostory, doprava, vzdělávání, historie, parky a rekreace, nouzové komunikace, ekologický design a ochrana, finance a investice.
Los Altos Hills má také dvacetičlennou komisi pro mládež.
Z 5 870 registrovaných voličů jsou 37 % Demokraté, zatímco 29 % jsou Republikáni.